# Công quốc Mecklenburg-Strelitz
Công quốc Mecklenburg-Strelitz là một công quốc ở Bắc Đức bao gồm một phần năm phía đông của vùng Mecklenburg lịch sử, tương ứng với huyện Mecklenburg-Strelitz ngày nay (trước đây là Lãnh địa Stargard) và Công quốc Ratzeburg ở phía Tây (trước đây là Vương quốc-Giám mục Ratzeburg), nằm chủ yếu ở phía tây của huyện Nordwestmecklenburg hiện nay. Vào thời điểm thành lập, phần chính của công quốc giáp với lãnh thổ Pomerania thuộc Thụy Điển ở phía Bắc và Brandenburg ở phía nam; Ratzeburg giáp với Sachsen-Lauenburg và Thành bang tự do Lübeck.

## Lịch sử
Sau hơn 5 năm tranh chấp về quyền kế vị Nhà Mecklenburg, công quốc được thành lập vào năm 1701 trên lãnh thổ của công quốc cũ Mecklenburg-Güstrow. Nhánh Güstrow của Nhà Mecklenburg đã tuyệt tự sau cái chết của Công tước Gustav Adolf vào năm 1695. Công tước Friedrich Wilhelm của Mecklenburg-Schwerin tuyên bố quyền thừa kế, nhưng ông phải giải quyết các yêu cầu của chú mình là Adolf Friedrich, chồng của Mary xứ Mecklenburg-Güstrow, con gái của Gustav Adolf. Các sứ giả của Vòng tròn Niedersächsisch cuối cùng đã đàm phán một sự thỏa hiệp vào ngày 8 tháng 3 năm 1701. Thỏa thuận này tạo ra sự phân chia cuối cùng, dứt khoát của Mecklenburg và được niêm phong bằng Hiệp ước Hamburg năm 1701. Mục 2 của hiệp ước thành lập Mecklenburg-Strelitz như một công quốc riêng biệt và giao cho Adolf Friedrich, cùng với Công quốc Ratzeburg ở biên giới phía Tây của Mecklenburg phía Nam Lübeck, Herrschaft Stargard ở phía Đông Nam Mecklenburg, với các thành phố Neubrandenburg, Friedland, Woldegk, Strelitz, Burg Stargard, Fürstenberg/Havel và Wesenberg, và các quận Mirow và Nemerow. Đồng thời, nguyên tắc về quyền trưởng nam được tái khẳng định và quyền triệu tập Landtag chung được dành riêng cho Công tước Mecklenburg-Schwerin. Các điều khoản năm 1701 được duy trì với những thay đổi nhỏ cho đến khi chế độ quân chủ kết thúc. Cả hai bên tiếp tục tự gọi mình là Công tước Mecklenburg; Adolf Friedrich đã đến cư trú tại Strelitz.
Công quốc Strelitz vẫn là một trong những vùng lạc hậu nhất của Thánh chế. Tuy nhiên, các công chúa của công quốc này đã đạt được những cuộc hôn nhân nổi bật: công nữ Charlotte xứ Mecklenburg-Strelitz, em gái của Công tước Adolf Friedrich IV, đã kết hôn với vua George III vào năm 1761, do đó bà trở thành Vương hậu Vương quốc Liên hiệp Anh. Cháu gái của bà là công nữ Luise xứ Mecklenburg-Strelitz, con gái của Công tước Karl II, Đại Công tước Mecklenburg, đã kết hôn với Friedrich Wilhelm III của Hohenzollern vào năm 1793 và trở thành vương hậu của Phổ vào năm 1797. Cháu gái khác của bà, em gái của Luise, công nữ Friederike xứ Mecklenburg-Strelitz đã kết hôn vào năm 1815 với vương tử Ernest Augustus, Công tước xứ Cumberland, người đã trở thành Vua của Hannover vào năm 1837 , khiến bà trở thành Vương hậu Hanover.
Mecklenburg-Strelitz đã thông qua hiến pháp của công quốc chị em vào tháng 9 năm 1755. Năm 1806, công quốc này đã thoát khỏi sự chiếm đóng của Pháp nhờ sự giúp đỡ của vua Bayern. Năm 1808, công tước Karl của công quốc này đã gia nhập Liên bang Rhein, nhưng năm 1813, ông đã rút khỏi liên bang này. Đại hội Viên đã công nhận cả Mecklenburg-Strelitz và Mecklenburg-Schwerin là các công quốc lớn và là thành viên của Bang liên Đức.